# Casa di Giuseppe II

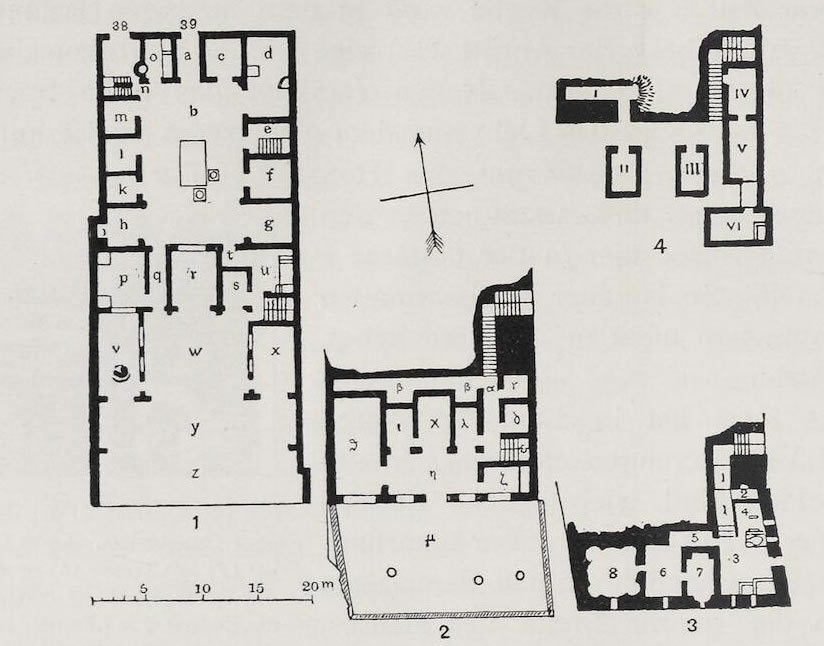
Grundriss des Hauses

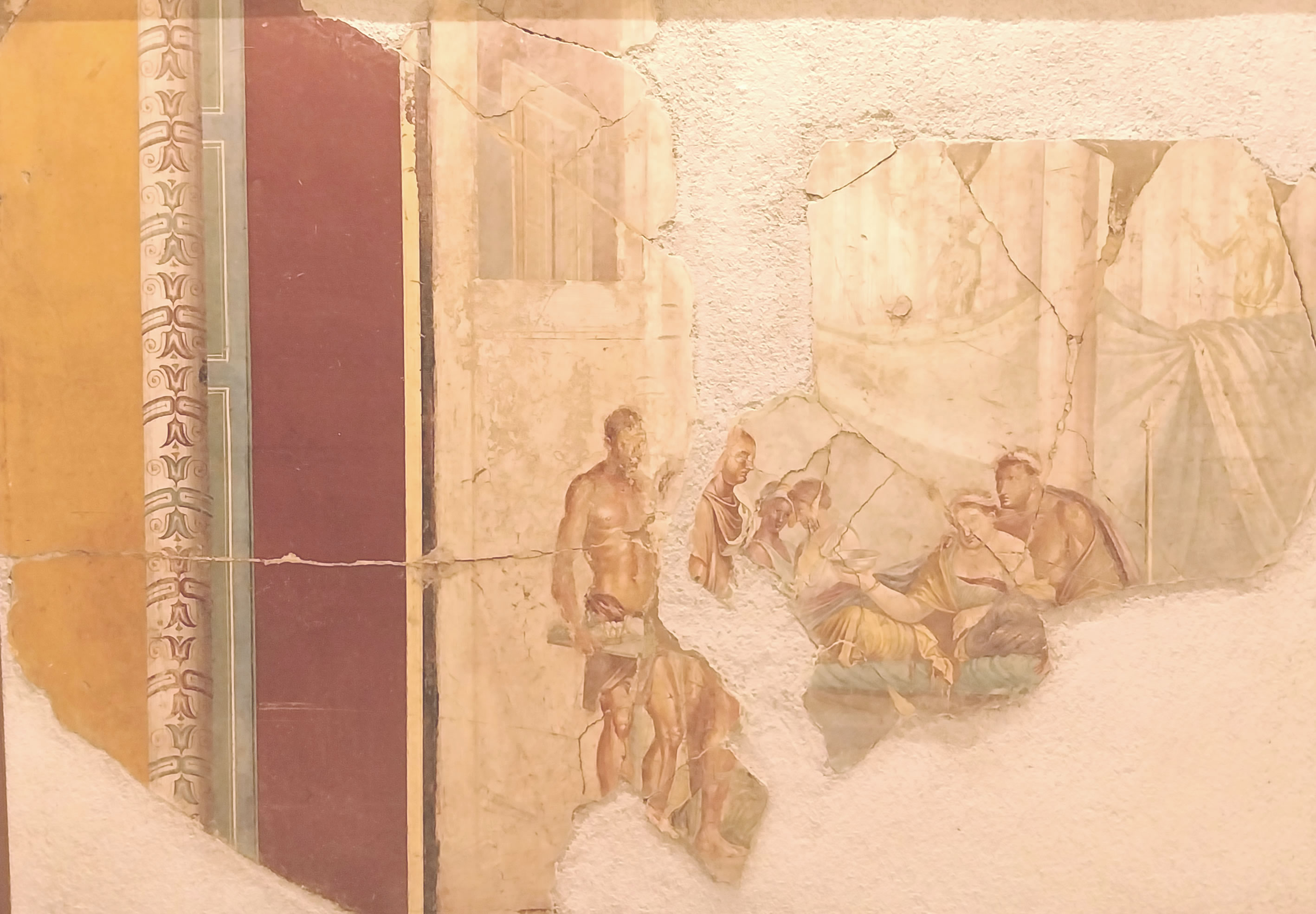
Bankettszene aus dem Haus

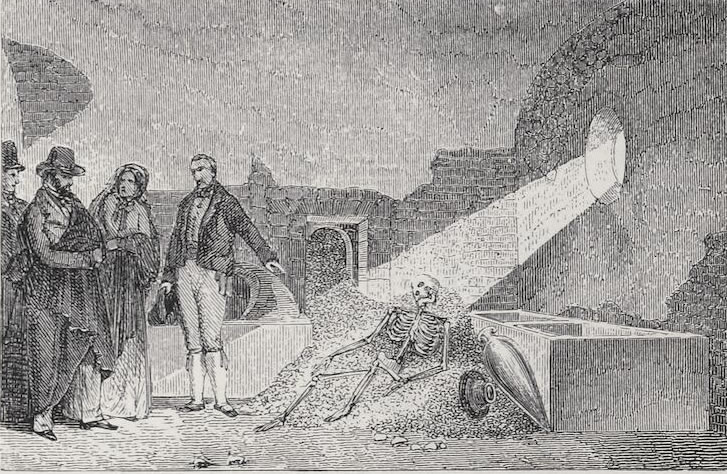
Kaiser Joseph II. besucht die Grabungen im Haus

Die Casa di Giuseppe II (Haus von Kaiser Josef II.) ist ein wohlhabendes Haus in Pompeji (VIII.2.39). Der Bau erstreckt sich über diverse Ebenen und war zwischen 1750 und 1928 mehrmals das Ziel von Ausgrabungen. Von der einst reichen malerischen Ausstattung ist heute nicht mehr viel erhalten. Das Haus ist nach Kaiser Joseph II. benannt, weil dieser 1779 bei einer Grabung anwesend war.

## Beschreibung
Das Haus verteilt sich auf diverse Ebenen, da es auf einem Abhang am Stadtrand liegt. Das Hauptgeschoss liegt auf Straßenebene und besitzt Fauces und ein Atrium. Treppen deuten auf ein nicht mehr vorhandenes Obergeschoss hin. Das Atrium ist mit korinthischen Pilastern dekoriert. Um das Atrium herum befinden sich diverse Räume, einer davon enthielt das Lararium, das ausgemalt war. Es zeigte den Genius und eine weibliche Gestalt, vielleicht Juno. Hinter dem Atrium befinden sich mehrere größere Räume, die sich auf eine Terrasse öffnen. In einem Stockwerk darunter befinden sich diverse Ess- und Schlafzimmer um einen Mittelraum angeordnet, der sich wiederum auf einen Garten öffnet. Im untersten Stockwerk befinden sich ein Bad und eine Bäckerei, in der sich ein Skelett fand. Von hier gibt es auch eine Tür, die aus der antiken Stadt hinaus führt.
Das Haus war reich mit Mosaiken und Malereien dekoriert. Einige der Malereien wurden aus der Wand geschnitten und finden sich heute in Neapel. Der Großteil der Malereien blieb, wie es bei frühen Grabungen üblich war, ungeschützt vor Ort und ist heute vergangen.